# Gemeinde Gorišnica

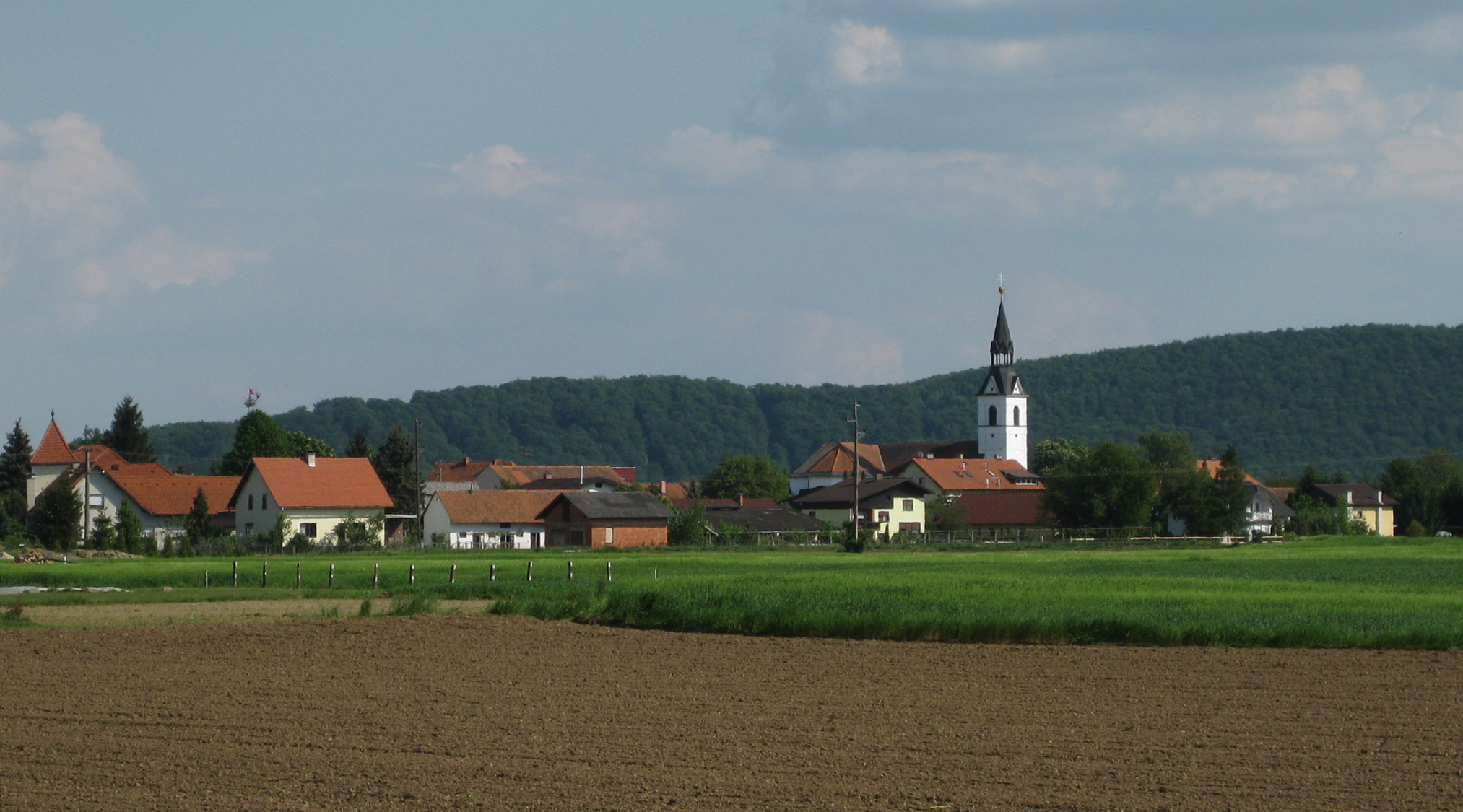
Blick auf das vormals eigenständige Dorf Sveta Margeta (Sankt Margarethen) mit seiner Kirche Sveta Marjeta. Es bildet heute mit dem Hauptort Gorišnica eine Einheit.

Gorišnica (deutsch Gorischnitz) ist eine Ortschaft und Gemeinde in Slowenien. Sie liegt in der historischen Landschaft Spodnja Štajerska (Untersteiermark) und in der statistischen Region Podravska.

## Lage
Die Gemeinde Gorišnica liegt 12 km östlich von Ptuj im Ptujsko polje (Pettauer Feld) am Rande des Weinanbaugebietes Haloze (Kollos) und grenzt an Kroatien. Sie wird von drei größeren Gewässern von West nach Ost durchflossen: Der Pesnica (Pößnitz), dem Kanal des Wasserkraftwerkes Formin (Kanal HE Formin) und der Drau (Drava).

## Ortschaften
Die Gemeinde umfasst elf Ortschaften. Die deutschen Exonyme in den Klammern wurden bis zum Abtreten des Gebietes an das Königreich der Serben, Kroaten und Slowenen im Jahr 1918 vorwiegend von der deutschsprachigen Bevölkerung verwendet und sind heutzutage größtenteils unüblich.
- Cunkovci (Zinkofzen)
- Formin, (Forming)
- Gajevci (Gajofzen)
- Gorišnica (Gorischnitz)
- Mala vas (Kleindorf)
- Moškanjci (Moschganzen)
- Muretinci (Meretinzen)
- Placerovci (Platzerndorf)
- Tibolci (Tibolzen)
- Zagojiči (Sagoitschen)
- Zamušani (Samuschen)

### Nachbargemeinden
| Dornava  | Dornava                                     | Ormož               |
| Markovci | Kompassrose, die auf Nachbargemeinden zeigt | Ormož               |
| Markovci | Cirkulane                                   | Zavrč, Cestica (HR) |